# Harmonické číslo
Harmonické číslo je pojem z oboru teorie čísel. Za harmonická čísla jsou označována čísla, která odpovídají částečným součtům harmonické řady, tedy n-té harmonické číslo odpovídá součtu převrácených hodnot prvních n přirozených čísel:
{\displaystyle H_{n}={\frac {1}{1}}+{\frac {1}{2}}+{\frac {1}{3}}+\cdots +{\frac {1}{n-1}}+{\frac {1}{n}}=\sum \limits _{i=1}^{n}{\frac {1}{i}}}.

## Vlastnosti
- N-té harmonické číslo je převrácenou hodnotu harmonického průměru prvních n přirozených čísel vynásobenou n.
- Platí {\displaystyle \lim _{n\to \infty }H_{n}-\ln(n)=\gamma } kde {\displaystyle \gamma } je Eulerova konstanta.

## Vytvořující funkce
- Vytvořující funkcí posloupnosti harmonických čísel je funkce:

{\displaystyle \sum _{n=1}^{\infty }z^{n}H_{n}={\frac {-\ln(1-z)}{1-z}}}